# Pyrulinoides
Pyrulinoides es un género de foraminífero bentónico de la subfamilia Polymorphininae, de la familia Polymorphinidae, de la superfamilia Polymorphinoidea, del suborden Lagenina y del orden Lagenida. Su especie-tipo es Pyrulina acuminata. Su rango cronoestratigráfico abarca desde el Rhaetiense (Triásico superior) hasta el Oligoceno inferior.

## Discusión
Clasificaciones previas incluían Pyrulinoides en la superfamilia Nodosarioidea.

## Clasificación
Pyrulinoides incluye a las siguientes especies:
- Pyrulinoides acuminata †
- Pyrulinoides anabarensis †
- Pyrulinoides antilleanus †
- Pyrulinoides apuana †
- Pyrulinoides crassa †
- Pyrulinoides hollandica †
- Pyrulinoides kalinini †
- Pyrulinoides metensis †
- Pyrulinoides nana †
- Pyrulinoides obesa †
- Pyrulinoides ovalis †
- Pyrulinoides plagia †
- Pyrulinoides profundus †
- Pyrulinoides pseudogutta †
- Pyrulinoides rasilis †
- Pyrulinoides thurrelli †
- Pyrulinoides zewanensis †